# Manifiesto de la independencia de Marruecos

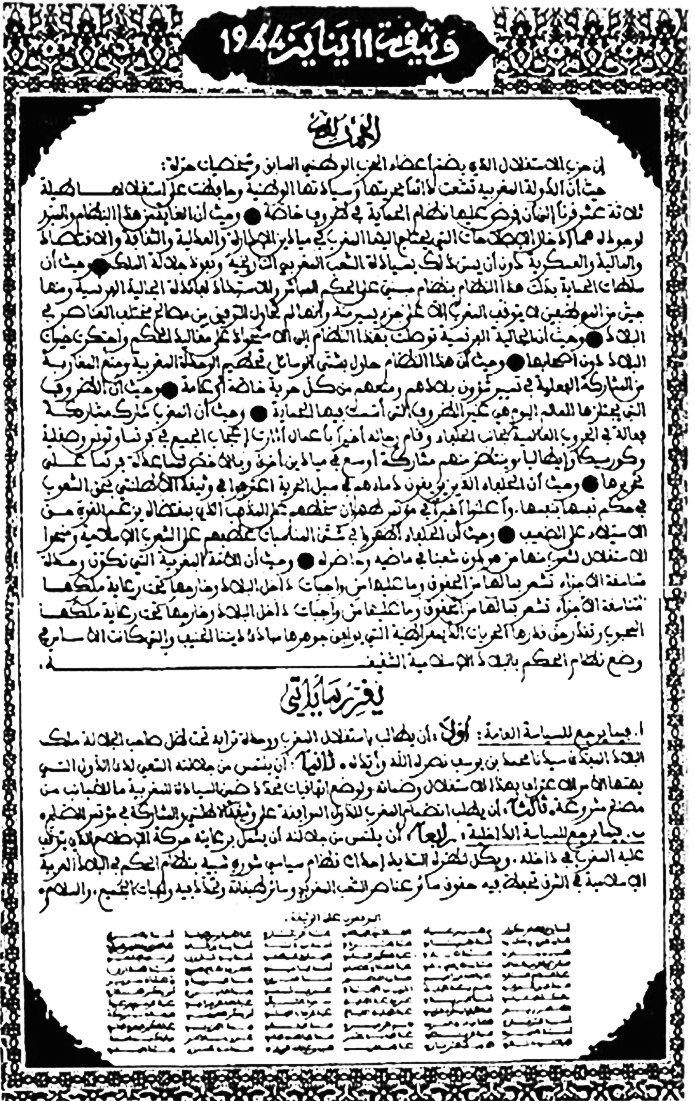
Manifiesto de 11 de enero de 1944

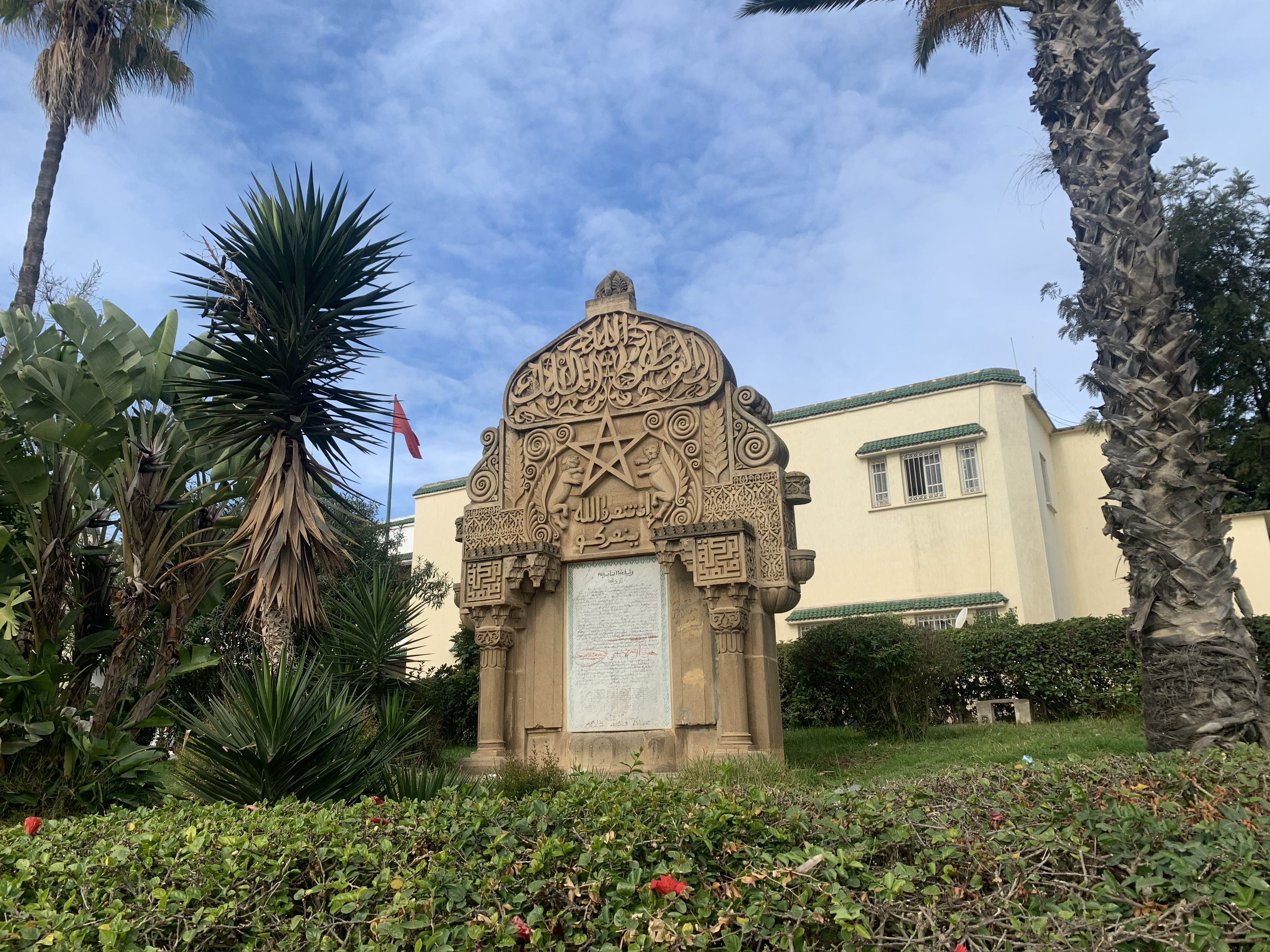
Monumento a la efigie del manifiesto de 11 de enero de 1944 en Salé

El Manifiesto de 11 de enero de 1944 o Manifiesto de la independencia de Marruecos es un texto de marcado simbolismo en Marruecos, que consolidó y formalizó los preparativos de los partidos nacionalistas que rechazaban el Dahir bereber o decreto bereber de 16 de marzo de 1930 por el que se dividía el país en dos zonas administrativas: una coincidente con el mundo urbano y arabizado, donde regiría la ley islámica (sharia); y una segunda zona, que coincidía con el mundo rural y bereber, donde regiría el derecho consuetudinario y donde se iría introduciendo la ley francesa, limitando la jurisdicción del sultán.
El día 11 de enero de cada año es oficialmente día festivo en Marruecos.

## Contexto
El 8 de noviembre de 1942, mientras Marruecos permanece bajo el Protectorado francés, los anglo-estadounidenses desembarcan en las playas de Casablanca en el marco de la operación Torch. La Francia Libre toma el control de una administración colonial francesa que hasta ese momento había sido colaboracionista. Este acontecimiento va a suscitar nuevos aires de revolución nacional marroquí. 
En enero de 1943, el sultán Mohamed V de Marruecos, prisionero de la administración colonial, protagoniza indirectamente la Conferencia de Casablanca al admitir el presidente Roosevelt que, una vez que acabe la guerra, Estados Unidos apoyará la independencia de Marruecos. 
El 18 de diciembre de 1943, históricos militantes del nacionalismo marroquí, cuyos principales dirigentes están todavía en prisión o en el exilio, organizan clandestinamente en Rabat el congreso fundacional del Partido Istiqlal o Partido de la Independencia.
El Manifiesto de la Independencia, redactado en la histórica ciudad de Fez por Ahmed El Hamiani khatat y Ahmed Bahnini, abogados del partido y responsables de la versión original que fue enmendada por sus compañeros, y que será de hecho el programa del Partido Istiqlal. 
El 11 de enero de 1944, mientras es incierto aún el fin de la Segunda Guerra Mundial, 66 marroquíes estampan su firma a riesgo de su vida en un manifiesto público que reivindica el fin de la colonización y proponen como única meta la independencia de Marruecos. Son los sesenta y seis principales dirigentes del nacionalismo marroquí, reagrupados en torno al manifiesto de la independencia, y que representan a todos los sectores de la sociedad: urbanos y rurales, civiles y militares, intelectuales y patriotas. Juntos deciden solicitar al sultán Mohammed V que se ponga al frente de sus reivindicaciones.

## Manifiesto

### Texto
Texto del Manifiesto de la Independencia del 11 de enero presentado por los nacionalistas de todas tendencias al sultán Mohammed V:
1. Considérant que le Maroc a toujours constitué un État libre et souverain, et qu’il a conservé son indépendance pendant treize siècles jusqu’au moment où, dans les circonstances particulières, un régime de protectorat lui a été imposé ;
2. Considérant que ce régime avait pour fin et pour raison d’être de doter le Maroc d’un ensemble de réformes administratives, financières et militaires, sans toucher à la souveraineté traditionnelle du peuple marocain sous l’égide de son Roi ;
3. Considérant qu’à ce régime, les autorités du Protectorat ont substitué un régime d’administration directe et d’arbitre au profit de la colonie française, dont un fonctionnariat pléthorique et en grande partie superflu, et qu’elles n’ont pas tenté de concilier les divers intérêts en présence ;
4. Considérant que c’est grâce à ce système que la colonie française a pu accaparer tous les pouvoirs et se rendre maîtresse des ressources vives du pays au détriment des autochtones ;
5. Considérant que le régime ainsi établi a tenté de briser, par les moyens divers, l’unité du peuple marocain, a empêché les Marocains de participer de façon effective au gouvernement de leur pays et les a privés de toutes les libertés publiques individuelles ;
6. Considérant que le monde traverse actuellement des circonstances autres que celles dans lesquelles le protectorat a été institué ;
7. Considérant que le Maroc a participé de façon effective aux guerres mondiales aux côtés des Alliés, que ses troupes viennent d’accomplir des exploits qui ont suscité l’admiration de tous, aussi bien en France, qu’en Tunisie, en Corse, en Sicile et en Italie, et qu’on attend d’elles une participation plus étendue sur d’autres champs de bataille ;
8. Considérant que les alliés qui versent leur sang pour la cause de la liberté, ont reconnu dans la Charte de l’Atlantique le droit des peuples à disposer d’eux-mêmes et qu’ils ont récemment, à la Conférence de Téhéran, proclamé leur réprobation de la doctrine qui prétend que le fort doit dominer le faible ;
9. Considérant que les Alliés ont manifesté à différentes reprises leur sympathie à l’égard des peuples musulmans et qu’ils ont accordé l’indépendance à des peuples dont le patrimoine historique est moins riche que le nôtre, et dont le degré de civilisation est d’un niveau inférieur à celui du Maroc ;
10. Considérant enfin que le Maroc constitue une unité homogène, qui, sous la Haute direction de son Souverain, prend conscience de ses droits et de ses devoirs, tant dans le domaine interne que dans le domaine international et sait apprécier les bienfaits des libertés démocratiques qui sont conformes aux principes de notre religion, et qui ont servi de fondement à la Constitution de tous les pays musulmans.

Décide :
A- En ce qui concerne la politique générale :
1. De demander l’indépendance du Maroc dans son intégrité territoriale sous l’égide de Sa Majesté Sidi Mohammed Ben Youssef, que Dieu le glorifie ;
2. De solliciter de Sa Majesté d’entreprendre avec les nations intéressées des négociations ayant pour objet la reconnaissance et la garantie de cette indépendance, ainsi que la détermination dans le cadre de la souveraineté nationale des intérêts légitimes des étrangers au Maroc.
3. De demander l’adhésion du Maroc à la Charte de l’Atlantique et sa participation à la Conférence de la paix.

B- En ce qui concerne la politique intérieure :
1. De solliciter de Sa Majesté de prendre sous Sa Haute direction le Mouvement de réformes qui s’impose pour assurer la bonne marche du pays, de laisser à Sa Majesté le soin d’établir un régime démocratique comparable au régime de gouvernement adopté par les pays musulmans d’Orient, garantissant les droits de tous les éléments et de toutes les classes de la société marocaine et définissant les devoirs de chacun. »

### Firmantes[2]
1. Mohammed Benlarbi al-Alami
2. Abdelkader Hassan El Assimi
3. Ahmed Bahnini
4. Ahmed Balafrej
5. M'hamed Belkhadir
6. Kacem Benabdeljalil
7. Omar Benabdeljalil
8. M'hammed Ben-Azzouz
9. Mehdi Ben Barka
10. Ahmed Benbouchta
11. Omar Benchemssi
12. Ahmed Benchekroun El Meknassi
13. Ahmed Bendella
14. Abdelaziz Bendriss Amraoui
15. Abdelkrim Benjelloun Touimi
16. el-Hassan Benjelloun
17. Seddick Benlarbi
18. Jilali Bennani
19. M'hamed Ben Jilali Bennani
20. Mohamed El Bekkali
21. Mohammed Bensouda
22. Abderrahim Bouabid
23. Mohamed Bouamrani
24. El Hassan Bouayad
25. Hadj Ahmed Cherkaoui
26. El Hafiane Cherkaoui
27. Messaoud Chiguer
28. Mohamed Diouri
29. Abdelkbir Ben Mehdi El Fassi
30. Malika Belmehdi El Fassi
31. Mohamed Ghali El Fassi
32. Mohamed El Fatimi El Fassi
33. Abdelkbir Fassi-Fihri Ben Hfid
34. Abdelwahab El Fassi-Fihri
35. El Hachemi El Filali
36. M'barek Al Gharras
37. Mohamed al-Ghazi
38. Mohamed el-Hamdaoui Taghi
39. Ahmed El Hamiani Khatat
40. Nasser Al Hussaïni
41. Abdallah Ibrahim
42. Bouchta Jamai
43. Mohamed el-Jazouli
44. Othman Jorio
45. Mohammed Laghzaoui
46. Ahmed Lyazidi
47. Mohammed Lyiazidi
48. Ahmed el-Manjra
49. Ahmed Mekouar
50. Abdeslam El Mestari
51. Mohammed El Mestassi
52. Driss M’hammedi
53. El Hussaïne Benabdellah El Ouarzazi
54. Abdeljalil El Kabbaj
55. Boubker El Kadiri
56. Abdallah Rahmani
57. Abdallah Regragui
58. Mohamed Rifaï
59. Mohamed Ben Abderrahmane Saâdani
60. Boubker Sbihi
61. Ali ben lamrabet
62. Abdelhamid Zemmouri
63. Amr Zemmouri
64. Mohamed Zeghari
65. Kacem Zhiri
66. Tahar Ben El Fqih Abi Bakr Zniber.

## Consecuencias
La reacción del Gobierno colonial fue inmediata : fuerte presión sobre el sultán Mohamed V de Marruecos para que condenara públicamente el Manifiesto y arresto de todos los firmantes y de todos los militantes nacionalistas conocidos. En la noche del 28 de enero de 1944, Ahmed Balafrej, Secretario General del Partido Istiqlal, y su secretario adjunto Mohammed Lyazidi fueron arrestados en Rabat bajo pretexto de entendimiento con las fuerzas del Eje. En Fez, Abdelaziz Bendriss y Hachemi Filali, fueron encarcelados. Como continuación de estos primeros arrestos, manifestaciones y protestas sacuden el país y se saldan con numerosas víctimas y numerosos arrestos, en particular en las ciudades de Casablanca, Fez, Rabat y Salé. Los tribunales militares condenan a muerte a numerosos resistentes.